# Pennsylvaniai Egyetem
A Philadelphiában található Pennsylvaniai Egyetem (közkeletű nevén Penn vagy UPenn ) az Egyesült Államok egyik legrégebbi és legfontosabb magánegyeteme, amit a négy fő globális egyetemi rangsor folyamatosan a világ 15 legerőseb egyeteme között rangsorol. A Harvarddal, Yale-lel, Columbiával, Princetonnal, Brownnal, Dartmouth Főiskolával és Cornell-lel együtt alkotja az Ivy League-et. Jelenleg mintegy 4500 oktatója, 9,760 alapdiplomás és 13,614 mester ileltve doktori képzős diákja van.
2023-ban a Pennsylvaniai Egyetem a kutatási kiadások alapján az Egyesült Államok egyetemei között a harmadik helyet foglalta el a National Science Foundation adatai szerint. 2024-ben az egyetem alapítványa 22,3 milliárd dolláros (mintegy 8800 milliárd forintos) vagyonnal rendelkezett, amivel az ország hatodik leggazdagabb magán felsőoktatási intézményének számított. Működési költsége 2024-ben 4.4 milliárd dollár volt. A Pennsylvaniai Egyetem fő campusa Philadelphia nyugati részén, a University City nevű városrészben található, központja a College Hall köré épült. A campus nevezetességei közé tartozik a Houston Hall, az első modern diákszövetségi épület, valamint a Franklin Field, az ország első kétszintes egyetemi amerikaifutball stadionja, amely egyben a legrégebb óta folyamatosan működő NCAA Division I-es egyetemi futballstadion. Az egyetem sportprogramja, a Penn Quakers, 33 egyetemi sportágban indít csapatokat az NCAA Division I Ivy League konferencia keretében.
A Penn volt hallgatói, kurátorai és oktatói között megtalálható az Amerikai Egyesült Államok alapító atyái közül nyolc, akik aláírták a Függetlenségi Nyilatkozatot, valamint heten, akik aláírták az Amerikai Egyesült Államok alkotmányát. További neves alumni között szerepel 24 kontinentális kongresszusi tag, két amerikai elnök köztük Donald Trump , 38 Nobel-díjas köztül Karikó Katalin, kilenc külföldi államfő, három amerikai legfelsőbb bírósági bíró, 32 szenátor, 163 képviselőházi tag, 19 kormányminiszter, 46 kormányzó, 28 állami legfelsőbb bírósági bíró, 36 jelenlegi milliárdos volt alapszakos hallgató (ez a legmagasabb szám bármely amerikai egyetem esetében) köztük Elon Musk és Warren Buffett , valamint öt Medal of Honor kitüntetett.

## Története és aktuális események
A Pennsylvaniai Egyetem (röviden Penn vagy UPenn) egy [1740]]-ben alapított magánegyetem, amely az Ivy League tagja, és az Egyesült Államokban, Philadelphia városában található. A kilenc gyarmati kori egyetem egyikeként 1755-ben kapott alapító okiratot Benjamin Franklin kezdeményezésére, aki olyan oktatási intézményt képzelt el, amely vezetőket képez a tudomány, a kereskedelem és a közszolgálat területén.

## Kampusz
A Pennsylvaniai Egyetem campusa mintegy 299 hektáron terül el Philadelphia nyugati részén, és a történelmi és modern építészet keverékét mutatja. Fontosabb létesítményei közé tartozik a Perelman Center for Advanced Medicine, a Penn Museum és a nemrégiben megépült Pennovation Center, amely az innováció és a vállalkozás központjaként működik.
A jelenlegi építészeti stílus nagy részét a philadelphiai székhelyű Cope and Stewardson építésziroda tervezte, amelynek tulajdonosai helyi születésű építészek és a Penn oktatói voltak. Ugyanez az iroda tervezte a Princeton Egyetem és a Washington Egyetem (St. Louis) jelentős részét is. Ők voltak azok, akik az Oxfordi Egyetem és a Cambridge-i Egyetem gótikus stílusát ötvözték a helyi tájjal, így alakítva ki a Collegiate Gothic nevű építészeti irányzatot.
Az egyetemi könyvtári rendszerben 19 könyvtár van, 6,19 millió nyomtatott könyvvel és sorozattal, 4,23 millió mikrofilm-tétellel és 1,11 millió e-könyvvel rendelkezik. Emellett több mint 68 000 nyomtatott és elektronikus tudományos folyóiratra fizet elő.
A Penn Museum az egyetem legnagyobb múzeuma, és a Pennsylvaniai Egyetem régészeti és antropológiai múzeuma. Több mint 1,3 millió leletet őriz, és a világ egyik legátfogóbb Közel-Keleti és Elő-Ázsiai művészeti gyűjteményével rendelkezik. A Penn campusán a nagyközönség számára több mint 8000 műalkotás érhető el, amelyeket az elmúlt 250 év során gyűjtöttek össze. A gyűjtemény festményeket, szobrokat, fényképeket, papírmunkákat és díszítőművészetet foglal magában. A legnagyobb kiállítóhely az Institute of Contemporary Art, amely az ország kevés kunsthalle-típusú intézményeinek egyike, és egész évben különféle kortárs művészeti kiállításokat mutat be.

## Kutatás
A Penn kutatási kiadásai 2023-ban meghaladták az 1,9 milliárd dollárt, ezzel a National Science Foundation szerint az Egyesült Államok egyetemei közül a harmadik helyen állt kutatás-fejlesztési ráfordítások tekintetében, és az egyetem gazdasági hatása Pennsylvania államra 2023-ban 19,3 milliárd dollár volt.
Számos tudományágban a Penn oktatóinak tudományos teljesítménye az egyik legmagasabb az USA-ban, különösen a következő területeken: járványtan, üzleti tudományok, kommunikáció, összehasonlító irodalomtudomány, nyelvészet, információtudomány, kriminalisztika, társadalomtudományok és szociológia.
Számos fontos tudományos felfedezés is az egyetemhez köthető. A Penn talán legismertebb hozzájárulása, hogy itt született meg 1946-ban az első általános célú elektronikus számítógép, az ENIAC, a Moore School of Electrical Engineering intézetben.
Az egyetem az orvostudomány területén több jelentős felfedezéssel büszkélkedhet. A dialízisgépet, amely a vesefunkció mesterséges pótlására szolgál, William Inouye tervezte és készítette el egy kuktafazékból, még a Penn Med hallgatójaként. Itt fejlesztették ki a rubeola és a hepatitis B elleni védőoltásokat; a Penn kutatói fedezték fel a rák genetikai kapcsolatát, a kognitív terápiát, a Retin-A (pattanások elleni krém), a resisztin hormont, a Philadelphia-kromoszómát (amely a krónikus myeloid leukémiához köthető), valamint a PET-vizsgálatok (pozitronemissziós tomográfia) technológiáját is. Az utóbbi években a genetikai kutatások olyan felfedezésekhez vezettek, mint az öröklődő értelmi fogyatékossággal járó Fragilis X-szindróma, a gerincvelői és bulbaris izomsorvadás, a Charcot–Marie–Tooth-betegség (progresszív idegrendszeri betegség, amely a kezeket, lábakat és végtagokat érinti), valamint a genetikailag módosított T-sejtek, amelyeket lymphoblastos leukémia és diffúz nagy B-sejtes limfóma kezelésére alkalmaznak.
Egy másik fontos hozzájárulás az orvostudományhoz Ralph L. Brinster nevéhez fűződik (aki 1965 óta a Penn oktatója), aki itt dolgozta ki az in vitro megtermékenyítés és a transzgenikus egér tudományos alapjait.

## Egyetemi élet
A U.S. News & World Report 2024-es rangsora szerint a Pennsylvaniai Egyetem az Egyesült Államok 394 kutatóegyeteme közül a 6. helyen áll. A Princeton Review 2023-as hallgatói felmérése szerint a Penn a 7. helyet érte el a "Dream Colleges" listán. A College Factual 2024-es rangsora szerint a Penn az országban a 4. helyen állt 444 egyetem közül. A Penn hallgatói 2023-ban az Egyesült Államok 7. legboldogabb diákjai közé tartoztak (ez volt a legmagasabb helyezés az Ivy League-ben). A Wall Street Journal 2024-es jelentése szerint a Penn volt hallgatói az 5. legmagasabb fizetést érték el az alapképzést követően (figyelembe véve az oktatás költségeit és egyéb tényezőket), ami a második hely volt az Ivy League-ben a Princeton után.
A szakmai karok közül a Neveléstudományi Kar 2021-ben az első helyen állt, a Wharton School, az egyetem üzleti karja pedig 2022-ben és 2024-ben is az első helyet szerezte meg az üzleti iskolák között. A kommunikáció, fogászat, orvostudomány, ápolás, jog és állatorvosi karok mind az első 5 között szerepeltek országos szinten. A Penn jogi kara 2023-ban a 4. helyen állt, míg az építészeti és formatervezési kar, valamint a szociálpolitikai kar az első 10 között szerepeltek.

## A Wharton Iskola (The Wharton School)
A Wharton School a Pennsylvaniai Egyetem üzleti kara. A Wharton Schoolt 1881-ben alapították Joseph Wharton adományából, aki a Bethlehem Steel társalapítója volt; ez a világ legrégebbi egyetemi szintű üzleti iskolája. Az Ivy League hat üzleti iskolájának egyike, és az az intézmény, amely a legtöbb amerikai milliárdost adta, köztük az Egyesült Államok 45. és 47. elnökét, Donald Trumpot is. Nemzetközi ranglistákon folyamatosan a világ három legjobb üzleti iskolája között rangsorolják a Harvard Business School és a Stanford Graduate School of Business mellett.
A Wharton School alapszintű és mesterfokozatú diplomákat ad ki, intézetspecifikus közgazdasági szakirányon, és több mint 18 szakosodási területen kínál képzést. Az alapképzés egy általános üzleti diploma, amely az üzleti alapkészségekre fókuszál. A mesterképzés keretében megszerezhető MBA fokozat önállóan vagy kettős diploma keretében is elérhető, például a jogi, mérnöki vagy közigazgatási karokkal együttműködve.
A számvitel, pénzügy, műveleti menedzsment, statisztika és más tudományterületeken kínált képzései mellett a doktori és posztdoktori programok több egyetemi egységgel közösen különféle diplomaprogramokat is támogatnak.

## A Jogi Kar (Penn Law)
A Pennsylvaniai Egyetem Jogi Kara, amelyet Penn Law néven is ismernek, szintén Philadelphiában, Pennsylvaniában található. Története James Wilson, a Függetlenségi Nyilatkozat és az Egyesült Államok Alkotmányának egyik aláírójának 1790-es előadássorozatára nyúlik vissza. 1850-ben kezdett teljes munkaidős posztgraduális programot kínálni George Sharswood irányítása alatt. 1900-ban az új jogi iskola épülete (jelenleg Silverman Hall néven ismert) felavatta jelenlegi helyét a Penn campuson, hatalmas, György-korabeli stílusú téglával és litográfiai kőszerkezettel. Öregdiákjai között van számos amerikai legfelsőbb bírósági bíró, köztük Owen Roberts és maga James Wilson alapító is.

## Lauder Intézet
Az egyetem Lauder Institute of Management & International Studies-ja évente közzéteszi a Globális Agytröszt Index jelentést, amely 6500 intézményt sorol fel a tevékenységi terület, a hovatartozás és a működési készségek alapján.

## Olimpikonjai
Legalább 43 Penn-alumni összesen 81 olimpiai érmet szerzett (ebből 26 aranyat), köztük Karikó Katalin kétszeres Olimpiai aranyérmes lánya, Francia Zsuzsanna is. A 2024-es párizsi nyári olimpián 13 jelenlegi vagy korábbi Penn-hallgató vett részt 5 sportágban (atlétika [4], breaking [1], vívás [3], evezés [4], úszás [1]), 7 ország képviseletében: Ausztrália [1], Bermuda [1], Kanada [2], Egyiptom [1], Nigéria [1], Szlovénia [1] és Amerikai Egyesült Államok [6]. 

## Képgaléria

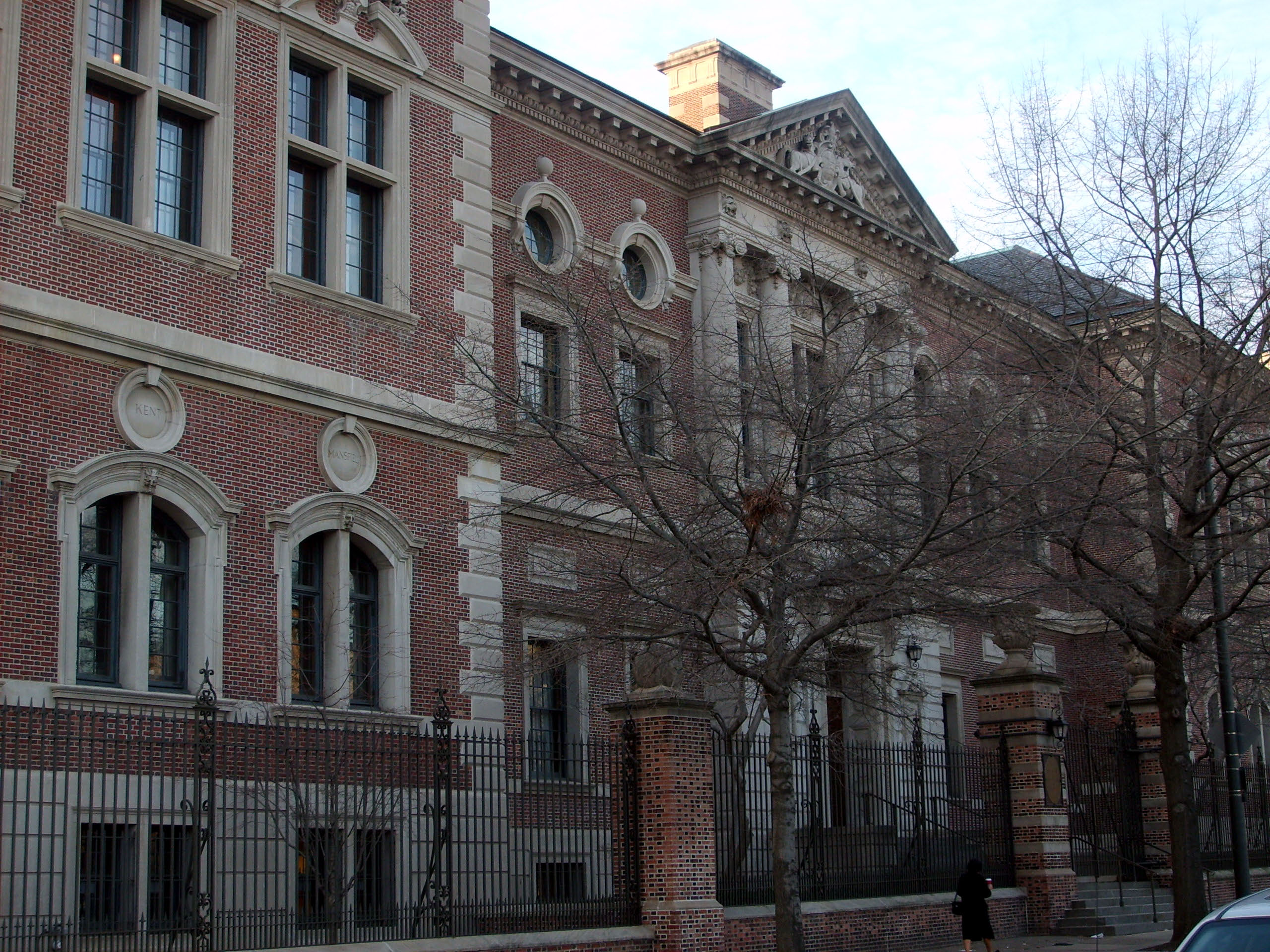
Kilátás a Silverman Hall déli homlokzatára, a jogi kar épületére
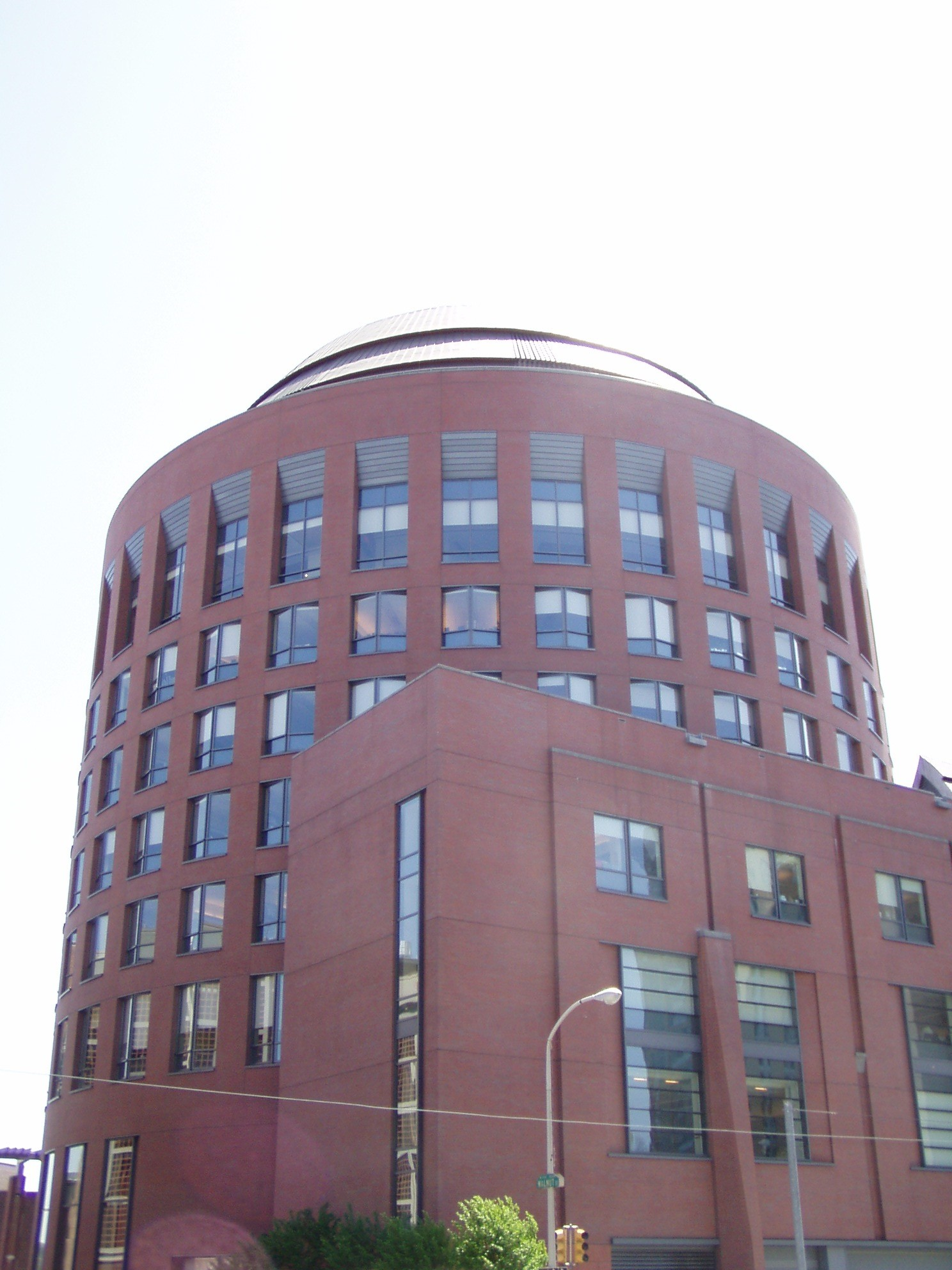
A Huntsman Hall épülete, amely a Wharton Business Schoolnak ad otthont
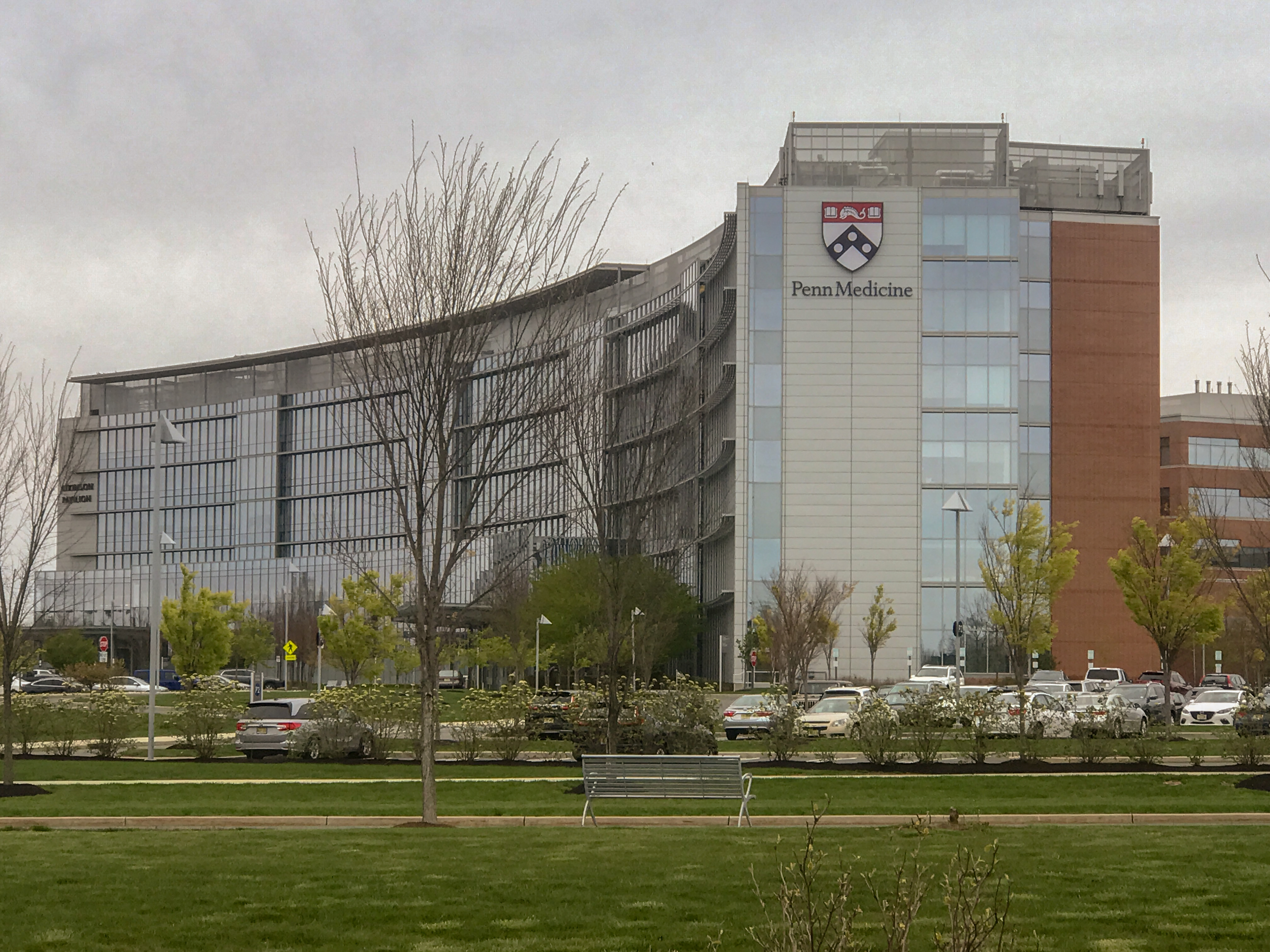
Az orvosi kar épületének keleti oldala
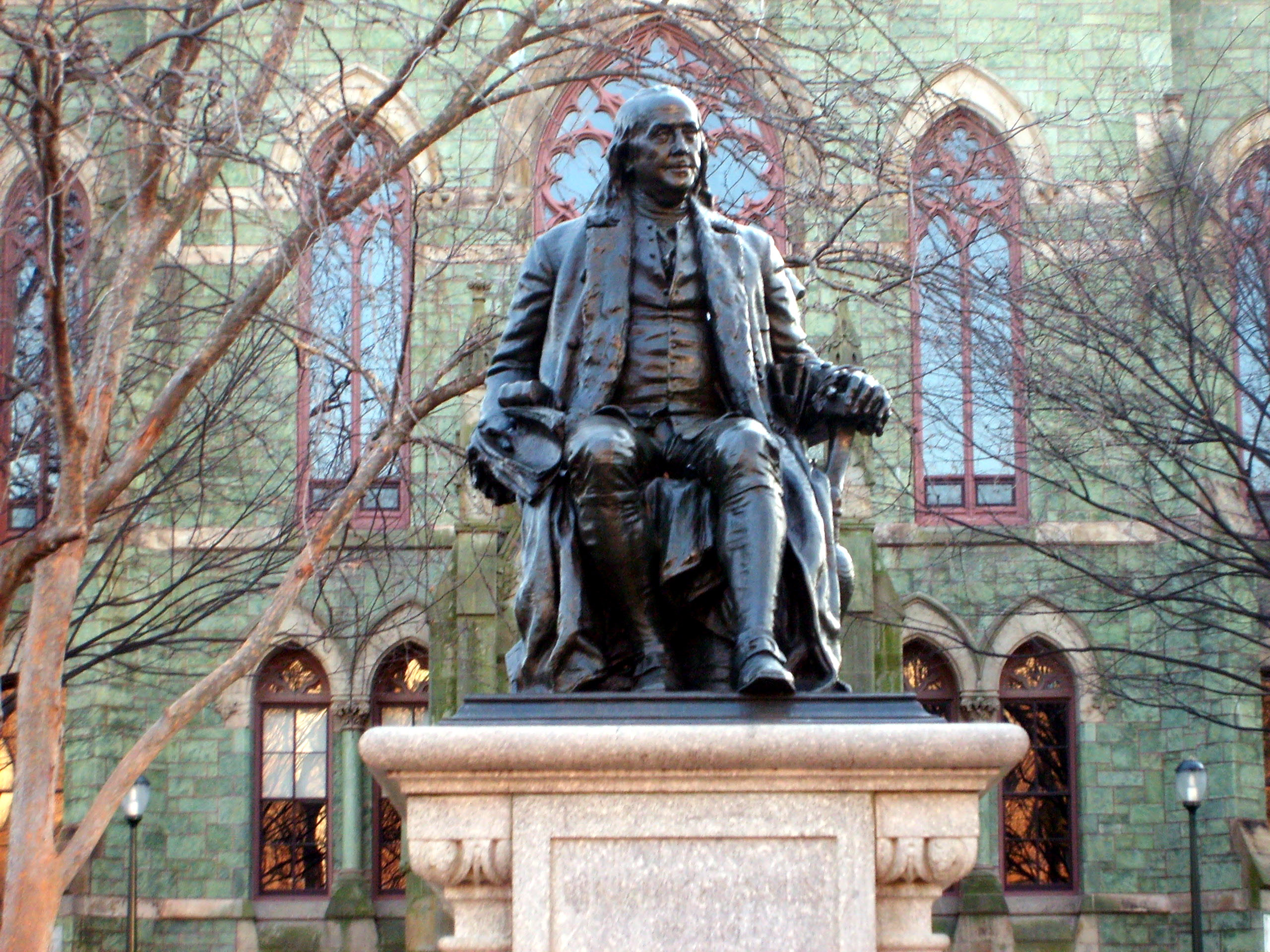
Az egyetem alapítójának, Benjamin Franklinnak a szobra.
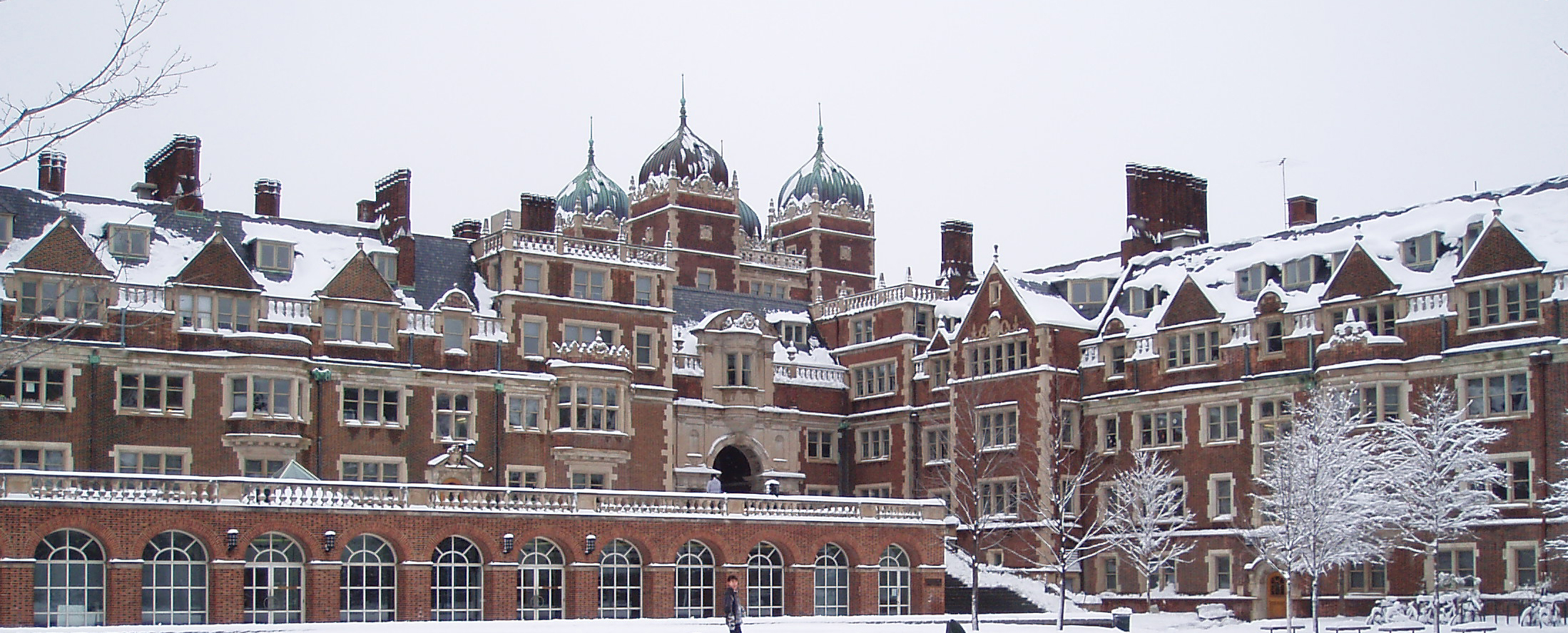
A Quadrangle Épület télen
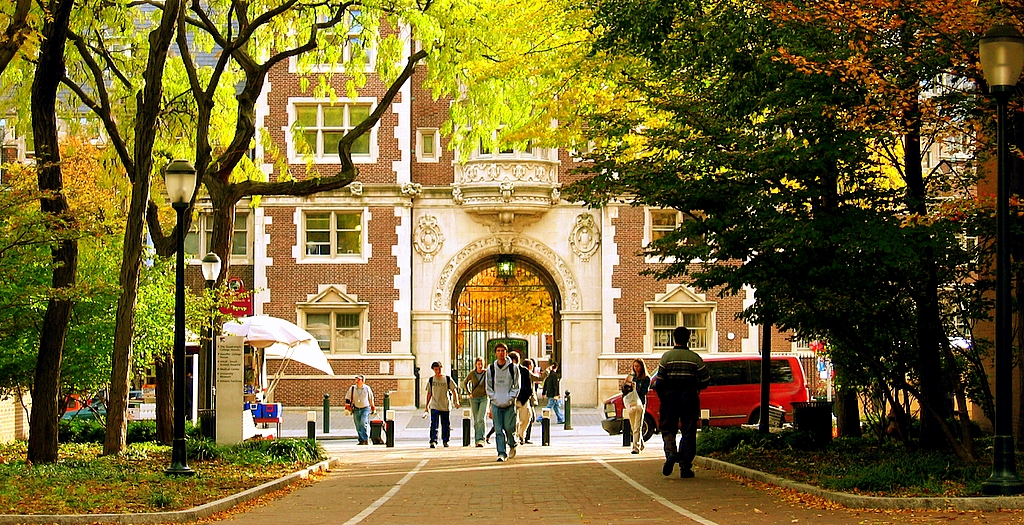
A kampusz ősszel
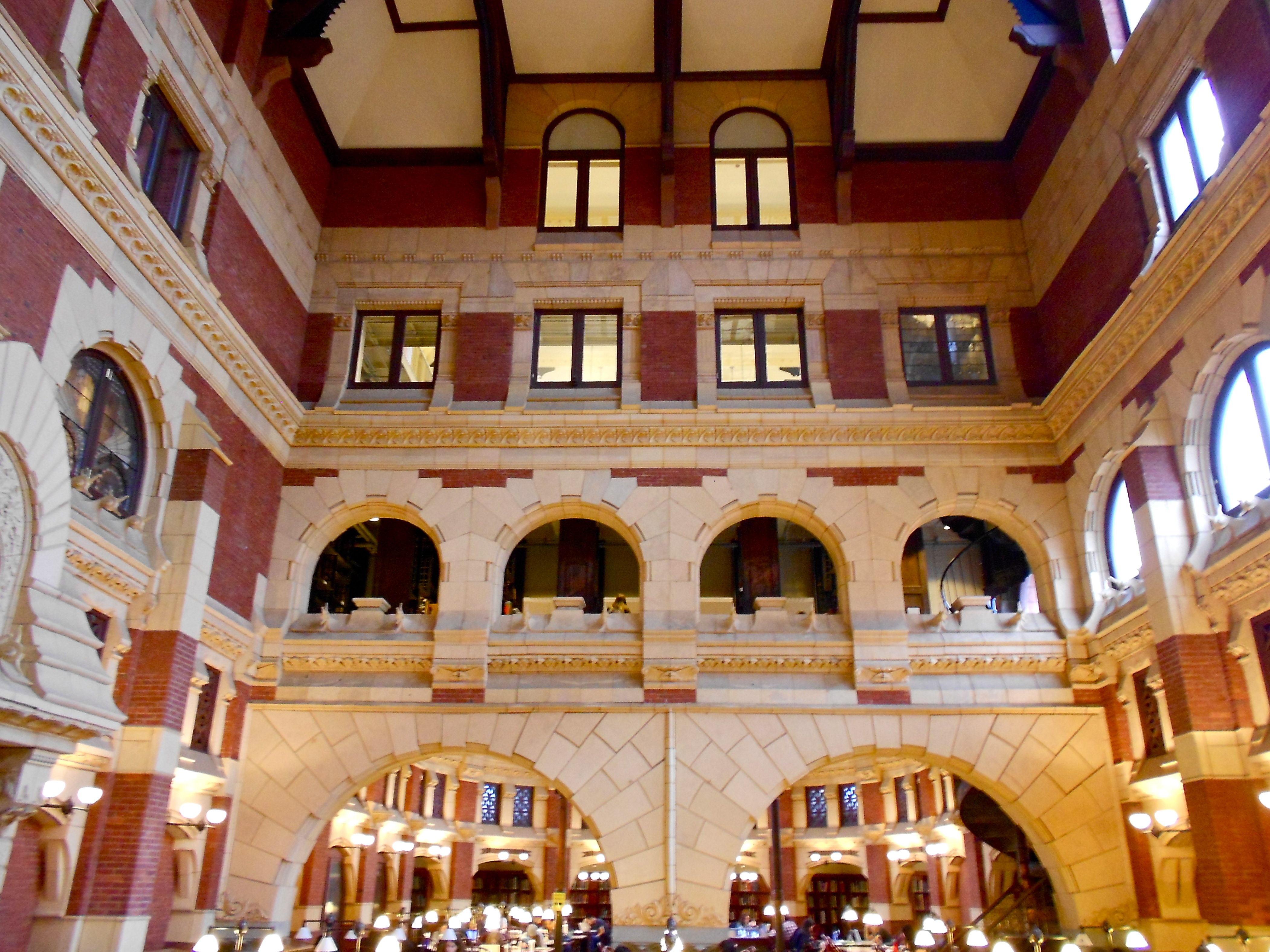
A dizájn iskola könyvtára

## Fordítás
- Ez a szócikk részben vagy egészben  az   Università della Pennsylvania című olasz Wikipédia-szócikk ezen változatának fordításán alapul.  Az eredeti cikk szerkesztőit annak laptörténete sorolja fel. Ez a jelzés csupán a megfogalmazás eredetét és a szerzői jogokat jelzi, nem szolgál a cikkben szereplő információk forrásmegjelöléseként.